# Эйсмонт, Анна Михайловна
Анна Михайловна Э́йсмонт (бел. Ганна Міхайлаўна Эйсмант) — белорусская журналистка.

## Биография
Родилась в Гродно. Училась на факультете журналистики Белорусского государственного университета по специальности «радио и телевидение». В 2020 году модельер Александр Варламов заявил, что примерно в 2002 году познакомил Анну Эйсмонт с Александром Лукашенко на приватной вечеринке, что, по его утверждению, способствовало карьерному росту Анны, её брата и его жены.
В 2003 году окончила БГУ. Работала на Радио Рокс, затем стала ведущей спортивных новостей на программах Белтелерадиокомпании. Впоследствии стала автором телефильмов о белорусских спортсменах и спортсменках. В 2013—2014 годах её фильм о хоккеисте Руслане Салее получил награды Белорусской ассоциации спортивной прессы и Международного фестиваля спортивных фильмов. В 2017 году получила награду Международного олимпийского комитета «в знак признания выдающегося вклада в пропаганду и развитие идей участия женщин и девушек в спорте».

## Причастность к убийству Романа Бондаренко
По данным BYPOL, благодаря полученным аудиозаписям и биллингу номеров мобильных телефонов им удалось достоверно установить круг лиц, причастных к убийству минчанина Романа Бондаренко, который умер в больнице после того, как был избит, Эйсмонт входит в их число.

## Семья
Брат — Иван Михайлович Эйсмонт, председатель Белтелерадиокомпании. Иван (милиционер по профессии) пришёл на телевидение по протекции сестры.
Замужем, есть дочь Иванка.

## Награды
- Специальная премия Президента Республики Беларусь «Белорусский спортивный Олимп» (19 декабря 2023 года) — за значительный вклад в развитие физической культуры и спорта и активную деятельность по их популяризации, за развитие физкультурно-спортивных традиций, которые содействуют формированию гармоничной личности[12].